# Druyes-les-Belles-Fontaines
Druyes-les-Belles-Fontaines este o comună în departamentul Yonne, Franța. În 2009 avea o populație de 306 de locuitori.

## Evoluția populației
| An        | 1975 | 1982 | 1990 | 1999 | 2006 | 2009 |
| --------- | ---- | ---- | ---- | ---- | ---- | ---- |
| Populație | 334  | 309  | 302  | 288  | 291  | 306  |